# Eumilacinae
Eumilacinae (лат.) — подсемейство наземных стебельчатоглазых брюхоногих моллюсков семейства лимацид (Limacidae). В его состав входят 2 рода слизней — Eumilax и Metalimax. Ареал подсемейства охватывает Кавказ и черноморские склоны Понтийских гор Малой Азии.

## Описание
Пневмостом расположен на передней половине мантии. Мантия покрыта многочисленными сосочками. Кишечник образует две (род Eumilax) или три петли (род Metalimax). В последнем случае третья петля очень короткая и от неё отходит назад довольно длинная слепая кишка (эта петля выпрямляется при оттягивании верхней стенки тела вверх во время вскрытия). Ректум пронизывает диафрагму ближе к пневмостому, чем у других представителей семейства Limacidae.
Гермафродитная железа полностью скрыта между лопастями печени и смещена вперёд, располагаясь вблизи от середины тела на одном уровне с белковой железой. Семяпровод впадает в пенис.
Раковина настолько мала, что не способна сверху полностью прикрыть органы мантийного комплекса.

## Распространение
Представители подсемейства распространены на Кавказе и черноморских склонах Понтийских гор Малой Азии.

## Таксономия и филогения

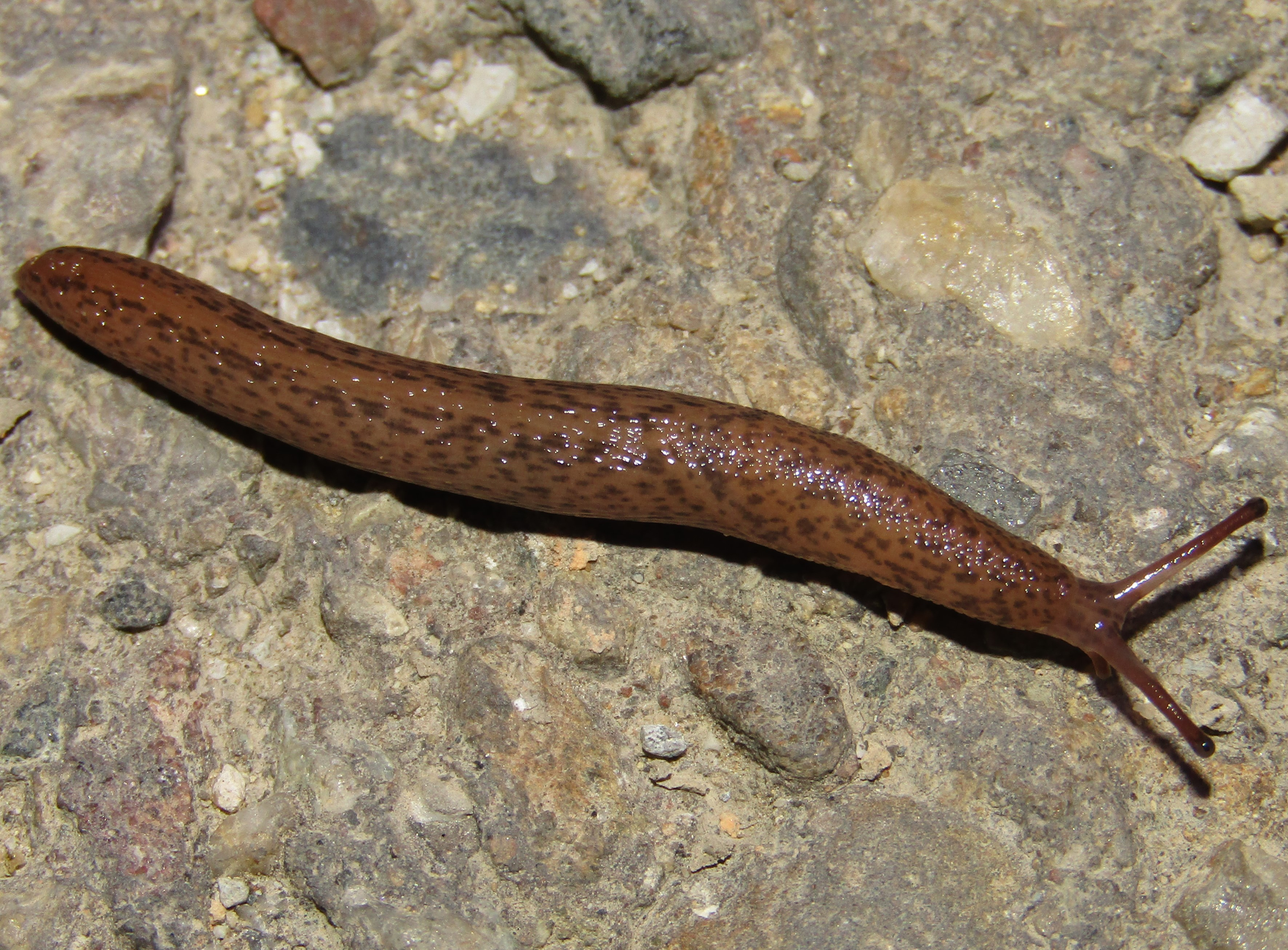
Metalimax varius

Подсемейство Eumilacinae было выделено Ильёй Михайловичем Лихаревым и Анджеем Хубертом Виктором в 1980 году. Согласно этим авторам, его представители сохранили черты, характерные для предковых форм Limacidae. В пределах семейства только у Eumilax кишечник образует две, а не три петли, и только Metalimax имеет длинный цилиндрический пенис без дополнительных органов и с системой складок внутри. Обособление подсемейства произошло в результате смещения пневмостома вперёд с сохранением кишечника с двумя петлями (хотя у Metalimax уже имеется короткая третья петля). Новообразованием у Eumilax является длинный цэкум, а у Metalimax — длинная слепая кишка. Предположительно, Metalimax подвергся меньшим изменениям, сохранив черты древних Eumilacinae.
Молекулярные исследования Eumilax intermittens показали, что Eumilacinae обособлено от подсемейства Limacinae или даже от Limacidae.

### Классификация
В состав подсемейства входят 2 рода:
- Eumilax O. Boettger, 1881. Пенис очень короткий, с очень длинным изогнутым цэкумом, который выворачивается при копуляции. Пениальный ретрактор веерообразно прикрепляется к цэкуму двумя ветвями. Слепой кишки нет[9][3]. Ареал рода охватывает Большой Кавказ, западное Закавказье и черноморское побережье Малой Азии[10]. — 2 вида[11].
- Metalimax Simroth, 1896. Пенис длинный, без дополнительных органов. Пениальный ретрактор крепится к пенису, не распадаясь на ветви. Имеется довольно длинная слепая кишка[9][3]. Ареал рода охватывает западную часть Большого Кавказа[12]. — 2 вида[11].